# 寫樂保介
寫樂保介（しゃらくほうすけ）是手冢治虫的漫画里登场的人物之一，是《三眼神童》的主角。在前額上有像眼球一樣的感覺器官，三眼族（創作原型為玛雅人）最後的倖存者。平時是一個呆呆的中學生，前額上有一塊交叉膠布封住第三隻眼。當膠布被撕下，第三隻眼露出時，會變成一個極度聰明、為復興三眼族而不擇手段的三眼族人，只對和登千代子和犬持醫師有特別感情。《怪医黑杰克》里的寫樂是和登的弟弟，就讀曙光國中三年級，常被皮諾可騎在頭上。(港譯:佑男)